# Cantonul Ribemont
Cantonul Ribemont este un canton din arondismentul Saint-Quentin, departamentul Aisne, regiunea Picardia, Franța.

## Comune
- Chevresis-Monceau
- La Ferté-Chevresis
- Mont-d'Origny
- Neuvillette
- Origny-Sainte-Benoite
- Parpeville
- Pleine-Selve
- Regny
- Renansart
- Ribemont (reședință)
- Séry-lès-Mézières
- Sissy
- Surfontaine
- Thenelles
- Villers-le-Sec